# Laxtjärnen (Gåsborns socken, Värmland)
Laxtjärnen är en sjö i Filipstads kommun i Värmland och ingår i Göta älvs huvudavrinningsområde. Sjön har en area på 0,095 kvadratkilometer och ligger 205,6 meter över havet.

## Delavrinningsområde
Laxtjärnen ingår i det delavrinningsområde (664200-142223) som SMHI kallar för Namn saknas. Medelhöjden är 233 meter över havet och ytan är 3,37 kvadratkilometer. Räknas de 91 avrinningsområdena uppströms in blir den ackumulerade arean 1 067,92 kvadratkilometer. Gullspångsälven (Liälven) som avvattnar avrinningsområdet har biflödesordning 2, vilket innebär att vattnet flödar genom totalt 2 vattendrag innan det når havet efter 370 kilometer. Avrinningsområdet består mestadels av skog (90 procent). Avrinningsområdet har 0,1 kvadratkilometer vattenytor vilket ger det en sjöprocent på 2,9 procent.